# Englesqueville-la-Percée
Englesqueville-la-Percée é uma comuna francesa na região administrativa da Normandia, no departamento Calvados. Estende-se por uma área de 7,81 km². Em 2010 a comuna tinha 106 habitantes (densidade: 13,6 hab./km²).